# Pavol Hrušovský
Pavol Hrušovský, né le 9 juin 1952  à Veľká Maňa (en Slovaquie occidentale), est un juriste et homme politique slovaque.

## Biographie
Pavol Hrušovský achève ses études à la faculté de droit de l'université Comenius de Bratislava en 1978. Il travaille notamment au service des affaires juridiques d'une coopérative de consommation de Nitra, puis comme fonctionnaire pour le district de Nitra.
En 1989, il est coopté à l'assemblée fédérale tchécoslovaque et confirmé aux élections libres qui suivent en 1990. il siège ensuite au parlement slovaque (Conseil national de la République slovaque), qu'il préside de 2002 à 2006, puis en 2011-2012.
Il est de 2000 à 2009 à la tête du Mouvement chrétien-démocrate (KDH), auquel il appartient depuis sa création, succédant à son premier président Ján Čarnogurský.
Il est le candidat officiel du KDH à l'élection présidentielle de 2014, mais, alors que les premiers sondages le plaçaient à la deuxième place après le Premier ministre en exercice Robert Fico, il ne recueille que 3,33 % au premier tour et est éliminé.